# 金山炳
金山炳，是清朝末年著名粵劇小生，擅長唱古腔《泣荆花》、《寳玉參禪》等。
大約在清朝光緒後期，金山炳與靚榮、周瑜利等人受聘乘“總結”號輪船遠赴美國演出。民國初期在辛亥革命前後，他提倡以平喉來演唱，即小生演唱由假嗓改用真嗓，並且以白話夾雜在官話中間。十九世紀二十年代初，他在《季札掛劍》中第一次試用平喉。其實當時，金山炳與白駒榮、靚榮、千里駒、靚次伯等人同是把戲台演唱語言從官話改為粵語的前軀。他三十多歲才回國，先後加入「周康年」和「祝華年」等戲班。他的首本戲有《季劄掛劍》、《豫讓復仇》、《醉斬鄭恩》等劇目。